# Punta Peña
La punta Peña es un accidente geográfico costero ubicado en el departamento Magallanes en la provincia de Santa Cruz (Argentina), más específicamente en la posición  49°14′45″S 67°40′18″O / -49.24583, -67.67167. Junto con la punta Guijarro constituyen el límite externo de la bahía de San Julián. Se encuentra a aproximadamente 10 km de camino al norte de la ciudad de Puerto San Julián, desde la cual se accede por un camino costero; y se halla al sur de playa La Mina y cabo Curioso.
La zona de la punta Peña es un lugar de esparcimiento para los pobladores de las ciudades de la zona. En las cercanías se encuentran los restos del frigorífico SWIFT, también cerca se halla la Playa de los Caracoles, la cual se caracteriza por la presencia de grandes acumulaciones de caracoles marinos que son depositados en las playas por la acción de la marea